# Менчиково (Ярославская область)
Ме́нчиково (на топокарте Меншиково) — деревня Ломовского сельского округа в Октябрьском сельском поселении Рыбинского района Ярославской области.
Деревня расположена в юго-восточной части поселения, она удалена примерно на 2 км на северо-восток от автомобильной дороги Р151 Рыбинск—Ярославль, на расстоянии около 1 км от правого, высокого берега Волги. Она стоит на правом, обрывистом берегу небольшого безымянного ручья, текущего на север. На этом ручье стоят четыре деревни Левино, Запрудново, Вандышево и самое нижнее по течению — Менчиково. Просёлочная дорога в юго-восточном направлении ведёт вдоль берега Волги к деревням Ескино и Подносково. На запад от Менчиково стоит крупная деревня, фактически посёлок, Дюдьково, в нём имеются многоквартирные благоустроенные дома и другие элементы инфраструктуры: средняя школа, медицинская амбулатория, отделение Сбербанка, почта. Приволжье и Дюдьково связаны просёлочной дорогой длиной около 2 км.
Деревня указана на плане Генерального межевания Борисоглебского уезда 1792 года. В 1825 Борисоглебский уезд был объединён с Романовским уездом. По сведениям 1859 года деревня Меньшиково относилась к Романово-Борисоглебскому уезду.
На 1 января 2007 года в деревне числилось 9 постоянных жителей. Почтовое отделение, расположенное в деревне Дюдьково, обслуживает в деревне 10 домов.